# Parafia św. Józefa Robotnika w Łękawicy
Parafia pod wezwaniem Świętego Józefa Robotnika w Łękawicy – parafia rzymskokatolicka w Łękawicy należąca do dekanatu Wadowice-Południe archidiecezji Krakowskiej. Erygowana w 1908.